# 米萬鍾
米萬鍾（1569年—1631年），字仲詔，號友石，锦衣卫官籍順天宛平（今北京市）人，明末政治人物、書畫家，同進士出身。

## 生平
其先陕西慶陽府安化縣人，至其父米玉時，官任錦衣衛百户，始徙京師，遂籍順天宛平。萬曆二十二年甲午科順天府鄉試第五十名舉人，二十三年（1595年）乙未科會試第一百五十九名，三甲第一百六十四名同進士出身。都察院觀政，二十四年四月授河南永寧縣知縣，二十七年丁父憂，接丁母憂，服除後，历任四川铜梁、直隶六合知縣，歷升主事、工部營繕司郎中，管理臨清砖厂。熹宗继位，泰昌元年（1620年）十二月升任浙江右參政。天啟三年（1623年）十一月升江西按察使，分守饒南。天啟五年（1625年）十月升任山東右布政使。同年十二月，因魏黨御史倪文煥參劾，被削籍。崇祯元年（1628年）魏黨垮台，起為候補京卿，但久之不補。次年，清兵攻京師，近逼城下，米萬鍾彈劾袁崇煥“使虜踰薊門，如枕席上過，咎安歸乎？”並請求朝廷處決袁崇煥。崇祯帝降旨，補米萬鍾太僕寺少卿銜，理光祿寺寺丞事，守德勝門。崇禎三年（1630年）清兵撤軍，崇祯帝為嘉其功勞，命下部紀錄。次年病卒。

## 成就

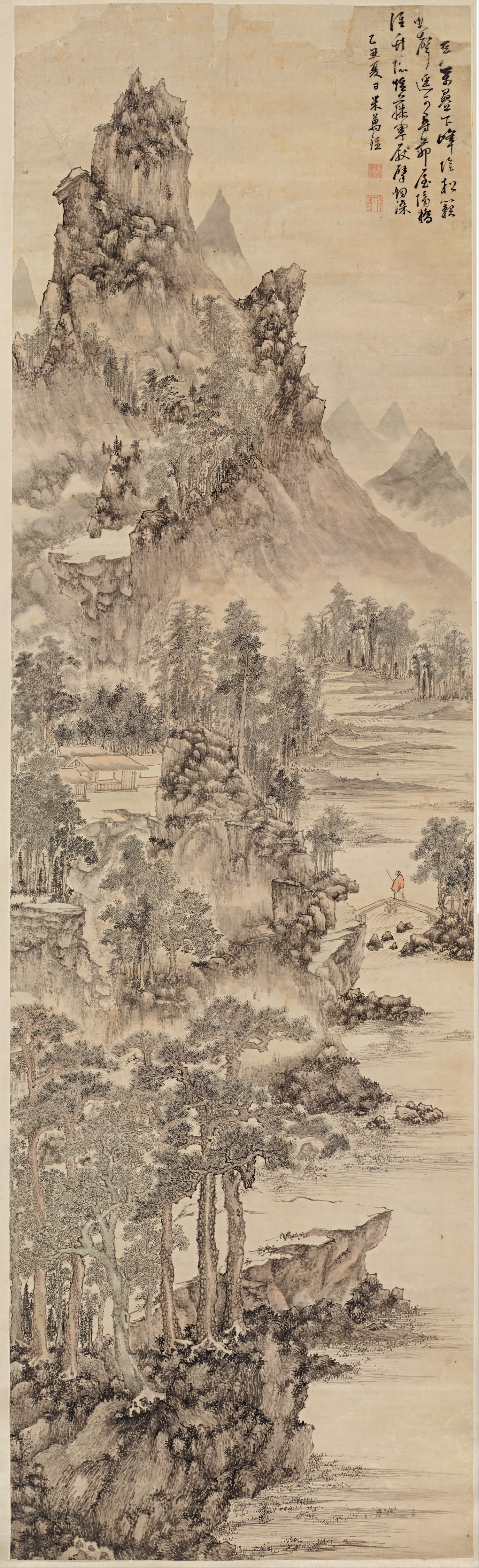
画作

米萬鍾与北宋书法家米芾同宗，行、草皆學之。時與董其昌齊名，有「南董北米」之譽。性好奇石，人稱「友石先生」。著有《篆隸考訛》二卷。

## 家族
曾祖米生。祖父米文學，贈昭信校尉。父米玉（1528年-1598年），字璞父，別號昆泉，錦衣衛百戶。生嘉靖戊子二月十有二日，卒萬曆丁酉六月二十有五日，年七十有一。前母宋氏，嫡母馬氏（1542年-1599年），生母田氏。具慶下。兄米萬春（原任通州參將，錦衣衛都指揮僉事）。從兄米希堯、米應時、米應科。弟米萬方（總旗）。娶李氏。子米孟騏、米孟騻、米孟𩥉。有孙米汉雯。

## 延伸阅读
[在维基数据编辑]
 《明史卷二百八十八》，出自《明史》
 在维基共享资源阅览影像